# クリスティーナ・チャイコフスカ
クリスティーナ・チャイコフスカ（ポーランド語: Krystyna Czajkowska-Rawska, 1936年4月25日 - ）は、ポーランドの女子バレーボール選手。
1964年の東京オリンピックでは銅メダルを獲得し、1968年のメキシコシティーオリンピックでは銅メダルを獲得し、1962年の世界選手権では銅メダルを獲得した。